# Neil Johnson
Neil A. Johnson (ur. 17 kwietnia 1943 w Jackson) – amerykański koszykarz, występujący na pozycjach silnego skrzydłowego lub środkowego.
W 1968 został wybrany w drafcie rozszerzającym NBA (Expansion Draft) przez klub New York Knicks.

## Osiągnięcia
ABA
- Uczestnik meczu gwiazd ABA (1971)[1]